# Li Dan (ginnasta)
Li Dan (李丹S, Lǐ DānP; Canton, 19 settembre 1989) è una ginnasta cinese, vincitrice della medaglia di bronzo ai Giochi olimpici di Rio de Janeiro 2016 nel trampolino elastico.

## Palmarès
- Giochi olimpici estivi

Rio de Janeiro 2016: bronzo nel trampolino elastico.
- Mondiali

San Pietroburgo 2009: oro nel sincronizzato e nella gara a squadre;
Metz 2010: oro nell'individuale;
Birmingham 2011: oro nella gara a squadre e bronzo nell'individuale;
Sofia 2013: argento nel sincronizzato;
Odense 2015: oro nell'individuale, nel sincronizzato e nella gara a squadre.
- Giochi mondiali

Cali 2013: oro nel sincronizzato.